# کردقلائوری
کُردقلائوری (گرجی: კურდღელაური) یک روستا در شهرداری تلاوی در گرجستان است.

## مردم
| سرشماری | جمعیت |
| ------- | ----- |
| ۲۰۰۲    | ۴۲۰۲  |
| ۲۰۱۴    | ۳۹۶۲  |